# 爆弾ジョニー
爆弾ジョニー（ばくだんジョニー）は日本の5ピースロックバンド。2010年2月に結成。2022年10月に解散。

## 年譜
2010年2月、北海道札幌市の高校生5人でバンド結成。
2011年7月に「かなしみのない場所へ」でCDデビュー。7月22日から、同じ北海道札幌市在住の高校生バンドDrop'sと夏休みに初めての全国ツアーを開催。
2012年7月にはJOIN ALIVE、8月にはりょーめーがソロでライジングサン・ロックフェスティバル出演、また同年、りょーめーは映画『赤い季節』にも出演。12月に1stフル・アルバムである『イミナシ！』をリリース。その後も全国各地で精力的にライブ活動を行っている。
2013年12月4日には渋谷クラブクアトロにてりょーめー20歳の誕生日ワンマンライブを敢行。同時にキューンミュージックからのメジャー・デビューを発表し集まったファンからの祝福に包まれる。バンドの目標として『世界平和』を掲げている。また『世界平和の第一歩はみんながふざけること』という理念を提唱し、コール＆レスポンス＆振付けや、観客がチケット代を決める『投げ銭ライブ』、毎度ゲストを招いてのマンスリーライブ、 嘘だらけの公式プロフィール、メンバー全面監修の会報が届くファンクラブ開設などを行っている。
2014年9月、りょーめーの体調不良のためライブ活動を休止。
2016年4月18日。オフィシャルサイトにて活動再開を発表。稀にアコースティック編成の「やさしい世界」名義での活動や変名ユニットの「あしあとJAPAN」名義での活動も行っている。
2022年10月22日、Twitterにて解散を発表した。メンバー2人から脱退の申し入れがあり、「5人で無いのであれば爆弾ジョニーじゃない」という結論に至ったとのこと。各メンバーは今後も活動を続けていく予定。

## メンバー
- りょーめー/尾木ママ侍 - 歌、ギターなど。
  - ほとんどの曲の作詞作曲を手がける。バンドのフロントマン[4]。
  - 2019年、SAMURAIMANZ GROOVEを結成。
- キョウスケ/ジャンガまん - エレクトリック・ギター
  - 2019年、SAMURAIMANZ GROOVEを結成。挫・人間でサポートギターもする。
- 小堀ファイヤー/バグり頭- ベース
  - 忘れらんねえよでサポートベースもする。
- タイチサンダー/DAISUKE - ドラム。
  - 2018年から忘れらんねえよのサポートドラム。挫・人間、SAMURAIMANZ GROOVEもサポートしている。
- ロマンチック☆安田/BIGビラ - キーボード、クラッカーなど。
  - 2018年から忘れらんねえよのサポートギター。betcover!!もサポートしている。

## 作品

### 限定シングル
| 発売日 | タイトル                         | 収録曲                                               |
| ------ | -------------------------------- | ---------------------------------------------------- |
| 2012年 | LIVE会場限定CD                   | 1.賛歌 2.男の子 3.うたかたの日々 4.歌イタリナイノサ! |
| 2013年 | LIVE会場限定CD「イミナシ!」      | 1.イミナシ! 2.ダイナマイト ラヴ                      |
| 2013年 | LIVE会場限定CD「キミハキミドリ」 | 1.キミハキミドリ 2.青空ベイビー                      |
| 2013年 | LIVE会場限定CD「ステキ世界」     | 1.ステキ世界 2.電車⚡ROCK 3.アッチ向いて☆恋っ!       |

### 配信限定シングル
| 発売日        | タイトル   | レーベル                       |
| ------------- | ---------- | ------------------------------ |
| 2015年2月25日 | サムライフ | Sony Music Entertainment Japan |
| 2022年7月6日  | 忘却の羊   | 爆弾ジョニー                   |

## ミュージックビデオ
| 監督     | 曲名                                         |
| 木村真生 | 「男の子」                                   |
| 新保勇樹 | 「なあ〜んにも」                             |
| スミス   | 「唯一人」                                   |
| 木村真生 | 「キミハキミドリ」「ステキ世界」「イミナシ」 |

## タイアップ一覧
| 使用年 | 曲名                   | タイアップ                                                                 |
| ------ | ---------------------- | -------------------------------------------------------------------------- |
| 2014年 | なあ〜んにも           | テレビ東京系『JAPAN COUNTDOWN』2014年4月度エンディングテーマ               |
| 2014年 | 唯一人                 | フジテレビ系アニメ"ノイタミナ"『ピンポン THE ANIMATION』オープニングテーマ |
| 2014年 | 終わりなき午後の冒険者 | 松竹配給映画『日々ロック』主題歌                                           |
| 2015年 | サムライフ             | ビターズ・エンド配給映画『サムライフ』主題歌                               |
| 2017年 | 新気流                 | 駅すぱあと「新気流に乗って」コラボCMソング                                 |
| 2018年 | キスしてほしい         | 松竹配給映画『こんな夜更けにバナナかよ 愛しき実話』劇中歌                  |
| 2024年 | コバルト               | ボイスコミック『三途の川アウトレットパーク』エンディングテーマ             |

## 主なライブ

### ワンマンライブ・主催イベント
- 2013年03月02日-04月06日（13公演） - 爆弾ジョニーのイミナシ!TOUR2013 「我が人生にイミナシ!」
w/Droog/Drop's/THE天国カー/夜行性のドビュッシーズ/BAZRA/DOES/Donna Escargot/GASOLINE/NOT REBOUND/THE BOYS & GIRLS/the Helen/THE 噛ませ犬/ぬかるみ/イヌガヨ/林邦男/黒いチェリー/黒猫チェルシー
- 2013年3月15日 - WALK INN 爆弾ジョニー
- 2013年7月30日-8月5日（4公演） - 爆弾ジョニー夏だョなるべく集合TOUR
w/Droog/go!go!vanillas/ギャーギャーズ/夜行性のドビュッシーズ/THE CHAMBERS/THIS MORNING DAY
- 2013年11月28日・12月4日 - （祝）メジャーデビュー決定記念”爆弾ジョニーワンマンLIVE
- 2014年2月11日-5月23日（6公演） - 爆弾ジョニー自主企画「red cloth presents 月刊爆弾ジョニー」
w/バニラビーンズ
- 2014年4月11日 - 「月刊爆弾ジョニー」大阪編(4月号)～野性なる爆弾な一族～
w/野性爆弾
- 2014年4月29日 - 爆弾ジョニー自主企画「red cloth presents 月刊爆弾ジョニー」
- 2014年5月23日 - 爆弾ジョニー　red cloth presents月刊爆弾ジョニー（5月号）
w/ひとりTOMOVSKY
- 2014年6月26日-7月12日（4公演） - 「はじめての唯一人ツアー」～ワンマンだよ～
- 2014年7月14日-7月17日（2公演） - 「はじめての唯一人ツアー」～ワンマンだよ～追加公演
- 2014年8月19日 - 月刊爆弾ジョニー～red cloth 11th Anniversary Special～
w/OKAMOTO'S
- 2014年12月4日 - 爆弾ジョニー ONE MAN LIVE 「りょめの恩返し」
  - りょーめーの体調不良のため公演中止
- 2016年6月30日 - ワンマンライブ「爆弾ジョニー 活動再開ライブ "BAKUDANIUS"」
- 2016年11月12日〜12月15日 - ROAD to BAKUDANIUS 2016
- 2017年12月4日 - SUPER BAKUDANIUS
- 2018年2月18日〜4月20日 - ワンマンツアー「太陽はまた昇るか。」
- 2018年10月5日〜11月9日 - 週刊 爆弾ジョニー
- 2018年11月9日〜12月14日 - 爆弾ジョニー2018「リリース?TOUR」
- 2019年12月4日 - 爆弾ジョニー レコ発ワンマンTOUR

### フェス、イベント等出演
2011 
- 9月17日 - OKAMOTO'S Tour 2011 "KICK OUT THE EYES"

2012 
- 7月22日 - JOIN ALIVE 2012
- 8月 - RISING SUN ROCK FESTIVAL (りょーめーのみ)
- 8月28日・9月3日 - 「赤い季節」完成記念 "Stained Crimson Night"-Image,talk&live-（「パンジー (りょーめー, タイチ)」として出演）
- 12月15日 - FACTORY LIVE 1215

2013
- 3月16日 - HAPPY JACK 2013
- 4月6日 - ARABAKI ROCK FEST.13
- 4月28日 - Niigata Rainbow ROCK Market
- 6月9日 - OTODAMA'13 ～ヤングライオン編～
- 6月13日 - QUATTRO MIRAGE VOL.6
- 6月22日 - Droog やけっぱちTOUR 2013
- 7月20日 - JOIN ALIVE 2013
- 7月28日 - フジロックフェスティバル '13
- 8月2日 - BONE TO RUN! YUMEBANCHI 2013
- 8月8日 - Summer Trail 2013 ～VINTAGE ROCKの夏合宿～
- 8月10日 - MONOBRIGHT SPLIT LIVE 2013「下北沢ウィークエンダーズ」
- 8月21日 - JANUSチャウダー岸本 ～必殺!ゴーイングチリ爆弾!!～
- 9月7日 - OTODAMA'13 ～音泉魂～
- 9月9日 - 9.9京都決戦!セク爆モーターズ
- 9月14日 - Cranio Night vol.3
- 10月5日 - MEGA☆ROCKS 2013
- 10月13日 - MINAMI WHEEL 2013
- 10月14日 - 爆弾ジョニー/KEYTALK
- 10月15日 - DOES結成10周年企画第4弾「対バン10本勝負」
- 11月8日 - go!go!vanillas「SHAKE」TOUR 2013
- 11月13日・14日・19日 - MONOBRIGHT×爆弾ジョニー「モノとジョニー～仲良くケンカしな～」
- 11月16日 - THEイナズマ戦隊ライブ2013「虎のご返杯」～17(イナ)周年直前・対バンツアー～
- 12月28日 - FM802 ROCK FESTIVAL RADIO CRAZY 2013

2014
- 1月14日 - 情熱のミューズ
- 1月19日 - the pillows 25th Anniversary NEVER ENDING STORY "Do You Remember The 1st Movement?"
- 2月20日 - uP!!!NEXT VOL.5
- 3月16日 - HAPPY JACK 2014
- 3月18日・19日 - The BONEZ Astro Tour 2014
- 3月21日 - SANUKI ROCK COLOSSEUM
- 3月22日 - MUSIC CUBE 14
- 3月23日 - BEA × Zepp Fukuoka presents FX2014
- 3月25日 - Scoobie Do 企画の対バンツアー 「Differeent Strokes in NAGASAKI」
- 4月5日・6日 - 忘れらんねえよ主催 ツレ伝ツアー ～序章～
- 4月19日・20日・22日・23日 - ザ50回転ズ 全国47都道府県全県ツアー「KEEP ON ROLLIN' TOUR～全国くまなく50本!!編～」
- 4月26日 - ARABAKI ROCK FEST.14[14]
- 5月4日 - VIVA LA ROCK 2014
- 5月11日 - base inc.10＆Shinjuku LOFT 15
- 5月31日 - OTODAMA'14 ～ヤングライオン編～
- 6月3日 - ザ・クロマニヨンズ×爆弾ジョニー ここが俺らの夢番地!!
- 6月17日 - スペースシャワー列伝 第98巻 ～快翔(かいしょう)の宴～
- 7月19日 - JOIN ALIVE 2014
- 8月10日 - ROCK IN JAPAN FESTIVAL 2014
- 8月13日 - 日々ロックFESTIVAL vol.4
- 8月16日 - RISING SUN ROCK FESTIVAL 2014 in EZO
- 8月20日 - お台場新大陸2014 めざましライブ
- 8月21日 - 天国や地獄 vol.2～ 爆裂！ハタチ族地獄
- 8月23日 - Re:mix 2014
- 8月24日 - WILD BUNCH FEST. 2014
- 8月31日 - SPACE SHOWER SWEET LOVE SHOWER 2014
- 9月6日 - OTODAMA'14 ～音泉魂～
- 9月20日 - カムバック・サーモン2014 "男の遡上フェスティバル"
- 10月8日 - スペースシャワー列伝 100巻記念公演 第104巻 冩樂々の宴
- 10月11日 - MINAMI WHEEL 2014

2016
- 8月27日 - SPACE SHOWER SWEET LOVE SHOWER 2016
- 10月?日 - MINAMI WHEEL 2016
- 11月12日・15日・17日・18日・21日・29日・30日   12月12日・15日-爆弾ジョニー全国ツアーROAD to BAKUDANIUS 2016